# Wereldkampioenschap superbike van Sugo 1995
Het wereldkampioenschap superbike van Sugo 1995 was de negende ronde van het wereldkampioenschap superbike 1995. De races werden verreden op 27 augustus 1995 op het Sportsland SUGO nabij Murata, Japan.

## Race 1
| Pos | Nr | Rijder               | Constructeur | Rondes | Tijd        | Grid | Punten |
| --- | -- | -------------------- | ------------ | ------ | ----------- | ---- | ------ |
| 1   | 11 | Troy Corser          | Ducati       | 25     | 38:43.351   | 2    | 25     |
| 2   | 3  | Aaron Slight         | Honda        | 25     | +0.049      | 7    | 20     |
| 3   | 25 | Yasutomo Nagai       | Yamaha       | 25     | +0.449      | 4    | 16     |
| 4   | 24 | Keiichi Kitagawa     | Kawasaki     | 25     | +6.084      | 9    | 13     |
| 5   | 17 | Anthony Gobert       | Kawasaki     | 25     | +10.758     | 8    | 11     |
| 6   | 45 | Colin Edwards        | Yamaha       | 25     | +11.389     | 5    | 10     |
| 7   | 54 | Wataru Yoshikawa     | Yamaha       | 25     | +11.466     | 10   | 9      |
| 8   | 50 | Norihiko Fujiwara    | Yamaha       | 25     | +12.990     | 16   | 8      |
| 9   | 33 | John Reynolds        | Kawasaki     | 25     | +13.575     | 12   | 7      |
| 10  | 5  | Simon Crafar         | Honda        | 25     | +21.613     | 18   | 6      |
| 11  | 55 | Akira Ryo            | Kawasaki     | 25     | +22.915     | 13   | 5      |
| 12  | 58 | Yukio Nukumi         | Ducati       | 25     | +24.779     | 17   | 4      |
| 13  | 9  | Fabrizio Pirovano    | Ducati       | 25     | +29.410     | 19   | 3      |
| 14  | 8  | Piergiorgio Bontempi | Kawasaki     | 25     | +31.279     | 3    | 2      |
| 15  | 27 | Pierfrancesco Chili  | Ducati       | 25     | +34.937     | 15   | 1      |
| 16  | 4  | Andreas Meklau       | Ducati       | 25     | +36.699     | 20   |        |
| 17  | 57 | Katsuaki Fujiwara    | Kawasaki     | 25     | +41.250     | 6    |        |
| 18  | 56 | Noriyuki Haga        | Yamaha       | 25     | +42.744     | 21   |        |
| 19  | 43 | David Jefferies      | Kawasaki     | 25     | +53.385     | 24   |        |
| 20  | 12 | Mauro Lucchiari      | Ducati       | 25     | +1:01.072   | 22   |        |
| 21  | 64 | Hiroshi Maruyama     | Honda        | 25     | +1:03.135   | 27   |        |
| 22  | 70 | Toshiyuki Arakaki    | Honda        | 25     | +1:03.641   | 25   |        |
| 23  | 65 | Tamaki Serizawa      | Suzuki       | 25     | +1:03.948   | 31   |        |
| 24  | 67 | Toshiya Kobayashi    | Honda        | 25     | +1:05.060   | 30   |        |
| 25  | 62 | Tomohiko Kaneyasu    | Honda        | 25     | +1:13.485   | 29   |        |
| 26  | 71 | Takashi Toda         | Ducati       | 25     | +1:25.402   | 28   |        |
| 27  | 73 | Hideo Senmyo         | Honda        | 24     | +1 ronde    | 34   |        |
| 28  | 63 | Katsunori Hasegawa   | Yamaha       | 24     | +1 ronde    | 32   |        |
| DNF | 60 | Katsuyoshi Takahashi | Yamaha       | 16     | Uitgevallen | 26   |        |
| DNF | 52 | Shinya Takeishi      | Honda        | 13     | Uitgevallen | 14   |        |
| DNF | 28 | Gianmaria Liverani   | Ducati       | 11     | Uitgevallen | 23   |        |
| DNF | 51 | Takuma Aoki          | Honda        | 7      | Uitgevallen | 11   |        |
| DNF | 1  | Carl Fogarty         | Ducati       | 4      | Uitgevallen | 1    |        |
| DNF | 19 | Adrien Morillas      | Ducati       | 2      | Uitgevallen | 33   |        |

## Race 2
| Pos | Nr | Rijder               | Constructeur | Rondes | Tijd        | Grid | Punten |
| --- | -- | -------------------- | ------------ | ------ | ----------- | ---- | ------ |
| 1   | 1  | Carl Fogarty         | Ducati       | 25     | 38:32.450   | 1    | 25     |
| 2   | 25 | Yasutomo Nagai       | Yamaha       | 25     | +5.474      | 4    | 20     |
| 3   | 57 | Katsuaki Fujiwara    | Kawasaki     | 25     | +12.989     | 6    | 16     |
| 4   | 3  | Aaron Slight         | Honda        | 25     | +17.552     | 7    | 13     |
| 5   | 54 | Wataru Yoshikawa     | Yamaha       | 25     | +19.634     | 10   | 11     |
| 6   | 24 | Keiichi Kitagawa     | Kawasaki     | 25     | +19.950     | 9    | 10     |
| 7   | 51 | Takuma Aoki          | Honda        | 25     | +25.068     | 11   | 9      |
| 8   | 11 | Troy Corser          | Ducati       | 25     | +25.647     | 2    | 8      |
| 9   | 17 | Anthony Gobert       | Kawasaki     | 25     | +25.815     | 8    | 7      |
| 10  | 45 | Colin Edwards        | Yamaha       | 25     | +26.318     | 5    | 6      |
| 11  | 52 | Shinya Takeishi      | Honda        | 25     | +27.287     | 14   | 5      |
| 12  | 33 | John Reynolds        | Kawasaki     | 25     | +28.229     | 12   | 4      |
| 13  | 8  | Piergiorgio Bontempi | Kawasaki     | 25     | +32.878     | 3    | 3      |
| 14  | 50 | Norihiko Fujiwara    | Yamaha       | 25     | +34.383     | 16   | 2      |
| 15  | 5  | Simon Crafar         | Honda        | 25     | +35.100     | 18   | 1      |
| 16  | 58 | Yukio Nukumi         | Ducati       | 25     | +36.799     | 17   |        |
| 17  | 55 | Akira Ryo            | Kawasaki     | 25     | +37.101     | 13   |        |
| 18  | 4  | Andreas Meklau       | Ducati       | 25     | +39.584     | 20   |        |
| 19  | 56 | Noriyuki Haga        | Yamaha       | 25     | +49.516     | 21   |        |
| 20  | 43 | David Jefferies      | Kawasaki     | 25     | +58.259     | 24   |        |
| 21  | 64 | Hiroshi Maruyama     | Honda        | 25     | +1:21.439   | 27   |        |
| 22  | 67 | Toshiya Kobayashi    | Honda        | 25     | +1:21.703   | 30   |        |
| 23  | 63 | Katsunori Hasegawa   | Yamaha       | 25     | +1:25.340   | 32   |        |
| 24  | 28 | Gianmaria Liverani   | Ducati       | 25     | +1:28.301   | 23   |        |
| 25  | 70 | Toshiyuki Arakaki    | Honda        | 25     | +1:33.057   | 25   |        |
| 26  | 65 | Tamaki Serizawa      | Suzuki       | 24     | +1 ronde    | 31   |        |
| 27  | 73 | Hideo Senmyo         | Honda        | 24     | +1 ronde    | 34   |        |
| DNF | 71 | Takashi Toda         | Ducati       | 20     | Uitgevallen | 28   |        |
| DNF | 60 | Katsuyoshi Takahashi | Yamaha       | 13     | Uitgevallen | 26   |        |
| DNF | 27 | Pierfrancesco Chili  | Ducati       | 9      | Uitgevallen | 15   |        |
| DNF | 12 | Mauro Lucchiari      | Ducati       | 2      | Uitgevallen | 22   |        |
| DNF | 19 | Adrien Morillas      | Ducati       | 1      | Uitgevallen | 33   |        |
| DNF | 62 | Tomohiko Kaneyasu    | Honda        | 1      | Uitgevallen | 29   |        |
| DNF | 9  | Fabrizio Pirovano    | Ducati       | 0      | Uitgevallen | 19   |        |

## Tussenstanden na wedstrijd
| Pos | Nr | Rijder         | Team     | Punten |
| --- | -- | -------------- | -------- | ------ |
| 1   | 1  | Carl Fogarty   | Ducati   | 370    |
| 2   | 11 | Troy Corser    | Ducati   | 242    |
| 3   | 3  | Aaron Slight   | Honda    | 216    |
| 4   | 25 | Yasutomo Nagai | Yamaha   | 168    |
| 5   | 17 | Anthony Gobert | Kawasaki | 155    |

1988 · 1989 · 1990 · 1991 · 1992 · 1993 · 1994 · 1995 · 1996 · 1997 · 1998 · 1999 · 2000 · 2001 · 2002 · 2003